# Новац у време Константина Великог
Новац у време Константина Великог захваљујући великој интуитивној мудрости којом је овај владар обележио границе будуће државе и основао Констанипољ, имао је посебан значај у озакоњеној и великој реформи римског монетарног система, која је по први пут била основа привредног просперитета на коме се и у каснијем периоду заснивала политичка снага, сјај и величина хиљадугодишње Византије.

## Предуслови
Из историје Римског царства познато је да је у периоду од 306. до 324. године Константин Велики ( 27. фебруар 272, — 22. маја 337, Никомедија) победио и уклонио све своје савладаре и потенцијалне претендентена на царски престо. Потом, је изградио нову престоницу Константинопољ 330. годне.
Током његове владавине (324—337) на западу су успешно вођени ратови против Франака, а на Дунаву против Гота. 
Након што је Константин Велики 335. године Царство поделио својим синовима, будућим наследницима, умро је две године касније 337. године у Никомедији у току припрема за рат са Персијом.

## Ковање новца
Од 306. до 307. године
Константин Велики је још у време док је био цазар (од 306. до 307. године) ковао номинале, уведене Диоклецијановом реформом, као и неке старије комаде. Из тог времена потичу:
- ауреус,
- аргентеус,
- ½ аргентеуса,
- бакарне фолисе и полуфолисе,
- бакарни денариус и квинариус.

Међу ређе комаде у овој групи кованица убрајају се ауреус и фолис који су ковани после Северове смрти, у периоду од 308. до 309.
Од 309. до 312. године
Од 309 године Константин Велики кује златни новац као цар (augustus), на што указује натпис на аверсу. Поред ових кованица Константин Велики наставља и са ковањем ранијих номинала ауреуса и златног квинариуса, али уводи и ковање нови златника солида (вредности 1/72 римске фунте (ливре чистог злата) и тежине 4,54 грама (касније 4,48)).
Поред солида Константин Велики кује и златни семисис тежине 2,27 грама (половина солида) и тремисис тежине 1,51 грам (трећина солида).
До 312. године кован је само стари сребрни номинал полуаргентеус, а од нових номинала кован је:
- лаки милиаренс тежине 4,54 грама (1/72 римске фунтесребра),
- тежи милиаренс од 5,45 грама (1/60 римске фунте сребра)
- номинал од 3 милиаренса тежине 13,50 грама
- селикву тежине 2,24 грама(1/24 солида).

Бакарни фолис као номиналу увео је Диоклецијан, а са његовим ковањем наставио је и Константин. Он је у почетку тежио 11,23 грама. Овај новац је постепено губио на тежини да би при крају владавине Константина Великог његова тежина била 1,51 грам, тзв. номинал АЕ4.
Од 312. године
Након победе над Максенцијем 312. године, Константин и Лициније I редукују фолис на величину од 18–20 mm, па се овај тип кованиве у литератури назива АЕ3. Даље његово редуцирање извршио је Константин 336. године ковањем типа кованице познатог као АЕ4 испод 17 mm.
Као варијанта која наслеђује фолис, јавља се облик новца познат као АЕ¾, чија је номинала величина од 17–18 mm, а карактерише је натпис на реверсу новца GLORIA EXERCITUS Ова кованица како код код Константина Великог тако и код његових наследника, Делматија, Константина млађег, Констанца и Констанција, била је уобичајена монета за време њихове владавине.
Од 337. године (након смрти Константина )
Након смрти КОнстантина Великог њему у част од 337. до 346. године кују се и комеморативни бакарни комади типа АЕ4 и АЕ¾ са натписима VRBS ROMA или CONSTAN-TINOPOLIS (Jones 1964: 112–116; Kent 1981: 2–8; Stojković 1991: 1–31).

## Мотиви на новцу Константина Великог
На новцу Константина Великог цар је најчешће представљен на аверсу, са дијадемом око главе или са шлемом на глави.

## Ковнице новца у време Константина Великог
Новац са ликом Константина Великог ковао се у следећим ковницама Римског царства:
| - Константинопољ, - Никомедија, - Кизик, - Антиохија, - Александрија, - Лондон, - Тријер, - Рома, - Лугдунум, - Арлес, | - Тицинум, - Аквилеја, - Остија, - Картагина, - Сисција, - Сирмијум, - Сердика, - Солун, - Хераклеја. |